# Primera Divisió 2012-2013
La Primera Divisió 2012-2013 è stata la 18ª edizione del campionato andorrano di calcio di massima divisione. La stagione ufficiale si è aperta il 23 settembre 2012 ed è terminata il 21 aprile 2013. I Lusitans sono la squadra detentrice del titolo, e hanno replicato il successo della scorsa stagione conquistando il loro secondo titolo.

## Formula
Al campionato, diviso in una fase di regular season e in una fase di playoff, presero parte otto club. Durante la regular season le squadre si affrontarono in gare di andata e ritorno per un totale di 14 partite.
Al termine di questa fase le prime quattro classificate giocarono un girone di playoff con gare di andata e ritorno.
Le ultime quattro classificate del campionato si affrontarono invece fra loro in un girone di playout per stabilire le due retrocessioni: l'ultima classificata retrocedette direttamente in Segona Divisió mentre la penultima sfidò la seconda classificata del campionato di Segona Divisió per ottenere l'ultimo posto disponibile nella massima serie.
Le squadre qualificate alle coppe europee furono tre: la vincente partecipò alla UEFA Champions League 2013-2014, la seconda classificata e la vincitrice della Copa Constitució alla UEFA Europa League 2013-2014.

## Squadre partecipanti
| Squadra         | Città              | Stadio                            |
| --------------- | ------------------ | --------------------------------- |
| Encamp          | Encamp             | Estadi Comunal d'Aixovall         |
| Engordany       | Escaldes-Engordany | Estadi Comunal d'Andorra la Vella |
| FC Santa Coloma | Santa Coloma       | Estadi Comunal d'Aixovall         |
| Inter Escaldes  | Escaldes           | Estadi Comunal d'Aixovall         |
| Lusitans        | Andorra la Vella   | Estadi Comunal d'Andorra la Vella |
| Principat       | Andorra la Vella   | Estadi Comunal d'Andorra la Vella |
| Sant Julià      | Aixovall           | Estadi Comunal d'Aixovall         |
| UE Santa Coloma | Santa Coloma       | Estadi Comunal d'Aixovall         |

### Classifica prima fase
|  | Pos. | Squadra         | Pt | G  | V  | N | P  | GF | GS | DR  |
|  | ---- | --------------- | -- | -- | -- | - | -- | -- | -- | --- |
|  | 1.   | Lusitans        | 44 | 20 | 13 | 5 | 2  | 65 | 17 | +48 |
|  | 2.   | FC Santa Coloma | 39 | 20 | 10 | 9 | 1  | 31 | 16 | +15 |
|  | 3.   | UE Santa Coloma | 37 | 20 | 11 | 4 | 5  | 47 | 25 | +22 |
|  | 4.   | Sant Julià      | 34 | 20 | 10 | 4 | 6  | 38 | 18 | +20 |
|  | 5.   | Principat       | 21 | 20 | 6  | 3 | 11 | 23 | 35 | -12 |
|  | 6.   | Inter Escaldes  | 18 | 20 | 6  | 0 | 14 | 22 | 42 | -20 |
|  | 7.   | Encamp          | 17 | 20 | 5  | 2 | 13 | 18 | 55 | -37 |
|  | 8.   | Engordany       | 15 | 20 | 4  | 3 | 13 | 20 | 56 | -36 |

Legenda:

      Ammesse ai play-off

      Ammesse ai play-out

## Seconda fase
Le squadre mantengono i punti conquistati nella prima fase.

### Playoff
|                    | Pos. | Squadra         | Pt | G  | V  | N | P | GF | GS | DR  |
| ------------------ | ---- | --------------- | -- | -- | -- | - | - | -- | -- | --- |
| Andorra (bandiera) | 1.   | Lusitans        | 44 | 20 | 13 | 5 | 2 | 64 | 16 | +48 |
|                    | 2.   | FC Santa Coloma | 39 | 20 | 10 | 9 | 1 | 30 | 15 | +15 |
|                    | 3.   | UE Santa Coloma | 37 | 20 | 11 | 4 | 5 | 47 | 25 | +22 |
|                    | 4.   | Sant Julià      | 34 | 20 | 10 | 4 | 6 | 38 | 18 | +20 |

Legenda:

      Campione di Andorra e ammessa alla UEFA Champions League 2013-2014

      Ammessa alla UEFA Europa League 2013-2014

Note:

Tre punti a vittoria, uno a pareggio, zero a sconfitta.

### Playout
|  | Pos. | Squadra        | Pt | G  | V | N | P  | GF | GS | DR  |
|  | ---- | -------------- | -- | -- | - | - | -- | -- | -- | --- |
|  | 1.   | Principat      | 21 | 20 | 6 | 3 | 11 | 23 | 35 | -12 |
|  | 2.   | Inter Escaldes | 18 | 20 | 6 | 0 | 14 | 22 | 42 | -20 |
|  | 3.   | Encamp         | 17 | 20 | 5 | 2 | 13 | 18 | 55 | -37 |
|  | 4.   | Engordany      | 15 | 20 | 4 | 3 | 13 | 20 | 56 | -36 |

Legenda:

      Ammessa allo spareggio promozione-retrocessione

      Retrocessa in Segona Divisió

Note:

Tre punti a vittoria, uno a pareggio, zero a sconfitta.

### Spareggio
| Andorra La Vella 19 maggio 2013 | FC Encamp | 3 – 0 | Atlètic Club d'Escaldes | Estadi Comunal d'Aixovall |

| Andorra La Vella 26 maggio 2013 | Atlètic Club d'Escaldes | 1 – 5 | FC Encamp | Estadi Comunal d'Aixovall |

## Risultati
|                       | Enc | Eng | FCS | Int | Lus  | Pri | SJu | UES |
| --------------------- | --- | --- | --- | --- | ---- | --- | --- | --- |
| Encamp                | ––– | 1-1 | 0-4 | 2-3 | 0-11 | 1-6 | 0-5 | 2-9 |
| Engordany             | 1-4 | ––– | 1-3 | 3-2 | 1-4  | 1-1 | 0-4 | 1-5 |
| FC Santa Coloma       | 2-0 | 2-1 | ––– | 2-1 | 0-0  | 2-2 | 1-1 | 2-0 |
| Inter Club d'Escaldes | 1-2 | 1-3 | 0-2 | ––– | 1-7  | 1-4 | 0-2 | 1-3 |
| Lusitans              | 3-0 | 6-1 | 3-0 | 5-1 | –––  | 5-0 | 1-1 | 2-2 |
| Principat             | 2-0 | 2-0 | 1-3 | 0-2 | 1-3  | ––– | 1-4 | 1-1 |
| Sant Julià            | 5-0 | 5-0 | 1-1 | 1-0 | 1-4  | 1-0 | ––– | 0-1 |
| UE Santa Coloma       | 2-0 | 7-0 | 1-1 | 2-0 | 2-1  | 4-2 | 0-1 | ––– |

## Verdetti
- Campione di Andorra:  Lusitans
- Qualificato alla UEFA Champions League: Lusitans
- Qualificato alla UEFA Europa League: FC Santa Coloma, UE Santa Coloma
- Retrocessa in Segona Divisió: Engordany